# Marios Nikolaou
Marios Nikolaou (griechisch Μάριος Νικολάου, * 4. Oktober 1983 in Limassol) ist ein ehemaliger zyprischer Fußballspieler.

## Karriere

### Vereine
Aus der Jugendmannschaft von Aris Limassol hervorgegangen, rückte Nikolaou 1998 in erste Mannschaft des Vereins auf, der er bis 2002 angehörte. In seiner Premierensaison im Seniorenbereich bestritt er neun Ligaspiele in der First Division; seine Mannschaft – Liganeuling – stieg in einem Teilnehmerfeld von 14 Mannschaften als Letztplatzierter in die Second Division ab. Mit der Rückkehr in die First Division 2000/01 widerfuhr im dasselbe Schicksal, mit dem Unterschied, dass er sieben Ligaspiele mehr bestreiten durfte als zuvor und dabei auch ein Tor erzielen konnte. Mit dem verpassten Aufstieg als Drittplatzierter der Second Division in der Saison 2001/02 verließ er den Verein und wechselte zum Erstligisten Omonia Nikosia. In der Saison 2002/03 kam er in fünf Ligaspielen zum Einsatz und gewann mit seinem Team die zyprische Meisterschaft. Nachdem er in der Folgesaison nur auf drei weitere Einsätze in der Liga gekommen war, wechselte er im Sommer 2004 zurück zu Aris Limassol. In seiner ersten und dritten Saison kam er jeweils 20 Mal in der First Division zum Einsatz und erzielte jeweils zwei Tore; seine zweite Saison erlebte er abstiegsbedingt in der Second Division.
Zur Saison 2007/08 wechselte er zum griechischen Erstligisten Panionios Athen. In drei Jahren wurde er insgesamt 71 Mal in der Super League eingesetzt, in der ihm ein Tor gelang.
Im Jahr 2010 folgte dann der Wechsel zurück nach Zypern zu AEL Limassol. In der fünf Jahre währenden Vereinszugehörigkeit, die längste in seiner Karriere, bestritt er 128 Ligaspiele und war dabei sechs Mal als Torschütze erfolgreich. Danach war er vom 23. August 2015 (1. Spieltag) bis zum 24. Januar 2016 (19. Spieltag) für den Ligakonkurrenten Levadiakos aktiv und begab sich – nach vorzeitiger Vertragsauflösung – ein zweites Mal ins Ausland. Für den finnischen Erstligisten Inter Turku wurde er in sieben Ligaspielen der Saison 2016 eingesetzt.
Im Sommer 2016 kehrte er zu AEL Limassol und bestritt für den Verein von 2016 bis 2018 43 Ligaspiele (1 Tor). Im Anschluss beendete er seine Karriere.

### Nationalmannschaft
Nikoláou bestritt fünf Länderspiele für die U21-Nationalmannschaft. Er debütierte am 3. September 2004 in Kilkenny bei der 0:3-Niederlage gegen die U21-Nationalmannschaft Irlands  im Rahmen der Qualifikation für die U21-Europameisterschaft 2006 in Portugal; danach bestritt er weitere vier Qualifikationsspiele.
Für die A-Nationalmannschaft bestritt er 55 Länderspiele, in denen er ein Tor erzielte. Sein Debüt als A-Nationalspieler gab er am 6. Februar 2007 in Limassol beim 2:1-Freundschaftsspielsieg über die Nationalmannschaft Ungarns. Am 11. Februar 2009 gelang ihm beim 3:2-Sieg über die Nationalmannschaft der Slowakei mit dem Treffer zum 2:0 in der 74. Minute sein einziges Länderspieltor.

## Erfolge
AEL Limassol
- Zyprischer Meister: 2011/12

Omonia Nikosia
- Zyprischer Meister: 2002/03